# پلین باتو
پلین باتو (ترکی استانبولی: Pelin Batu؛ زادهٔ ۲۷ دسامبر ۱۹۷۸) پدیدآور، هنرپیشه، تاریخ‌نگار، چهره اهل ترکیه است. او از سال ۱۹۹۹ میلادی تاکنون مشغول فعالیت بوده‌است.